# Équihen-Plage
Équihen-Plage är en kommun i departementet Pas-de-Calais i regionen Hauts-de-France i norra Frankrike. Kommunen ligger i kantonen Outreau som tillhör arrondissementet Boulogne-sur-Mer. År 2022 hade Équihen-Plage 2 596 invånare.

## Befolkningsutveckling
Antalet invånare i kommunen Équihen-Plage
| Referens: INSEE |